# 李雅儀
李雅儀（20世纪—），中華民國女性軍官。現任陸軍第八軍團43砲指部612群檞樹飛彈營雷達排排長。

## 經歷
李雅儀畢業於東海大學社工系，畢業後曾任醫院社工員。之後加入陸軍志願役士兵。最早服務於陸軍54工兵群二等兵，後轉任75資電群。經軍官進修教育，2012年4月升任陸軍少尉，成為中華民國陸軍第一位由志願役士兵升任志願役軍官的女性。